# Villadia andina
Villadia andina là một loài thực vật có hoa trong họ Crassulaceae. Loài này được (Ball.) Baehni & J.F. Macbr. miêu tả khoa học đầu tiên năm 1937.